# Sputteren
Sputteren is een techniek om een dunne laag (thin film) aan te brengen.
Deze techniek wordt onder andere gebruikt om de reflector aan te brengen van een cd of dvd, de metaallaag op een chipszak, antireflectie- of reflectielaag op een zonnebril, het achtercontact van een dunnelaagzonnecel, de geleiders in een IC, lagen op hoogrendementsglas, enz.

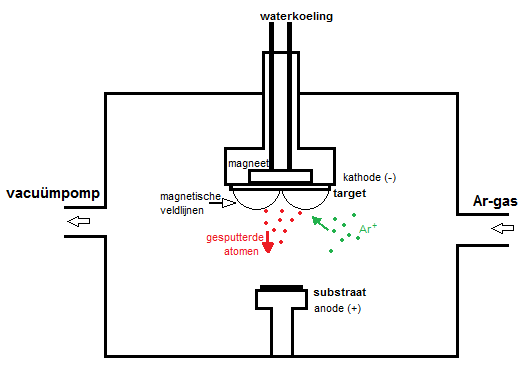
magnetronsputteren

## Methode
De techniek vindt plaats in hoog vacuüm waarin argon wordt gebracht. Door het vacuüm zal de druk voornamelijk bepaald worden door dit argon, en in veel mindere mate door de achtergebleven achtergrondgassen. De druk waarvoor gekozen wordt, kan verschillen van toepassing tot toepassing, bijvoorbeeld van 0,005 mbar tot een druk van ongeveer 5 mbar of zelfs daarbuiten. Aan de ene wand van de vacuümkamer is het materiaal aangebracht waarmee gesputterd moet worden, dit is het zogenoemde target. Hier tegenover is het substraat aangebracht. Dit is het materiaal waar het gesputterde materiaal op aangebracht moet worden. Op het target wordt een negatieve spanning aangebracht van ongeveer 500 volt. Bij de genoemde druk ontstaat in het argon een plasma van positieve ionen. Deze ionen begeven zich naar het negatief geladen target, waarbij door de botsing het targetmateriaal loslaat en zich naar de overkant van de sputterkamer begeeft. Na een bepaalde tijd heeft zich hierdoor op het substraat een dunne laag materiaal gevormd. Het sputteren gaat sneller als achter het target een magneet wordt geplaatst (dit heet dan magnetronsputteren). Het magnetisch veld zorgt ervoor dat elektronen vastgehouden worden nabij de target en zo de positieve argonionen aantrekken. Dit zorgt voor een rond (of ovaal) erosiepatroon in het target, de zogenaamde 'racetrack' of racebaan. Ook niet-metalen kunnen gesputterd worden. In plaats van een gelijkspanning wordt dan een wisselspanning gebruikt (vaak met een frequentie van 13,56 MHz). Soms kan/moet een gas (samen met argon) worden toegevoegd om de gewenste laag te vormen. Dit wordt reactief sputteren genoemd.

## Soorten targets
Men kan twee soorten targets gebruiken. De eerste en vaakst gebruikte is een vlakke target. In dit geval is de target een schijfje waarop zich een racebaan (een geërodeerd pad) vormt. De tweede, duurdere optie, is een draaibare target. Dan is de target een cilinder die ronddraait. Door dat draaien verplaatst de racebaan zich terwijl ze gevormd wordt en wordt de target veel gelijkmatiger geërodeerd. Hierdoor wordt een groter gedeelte van het targetmateriaal ook echt gebruikt om de dunne film mee te groeien.

## Botsingsregimes

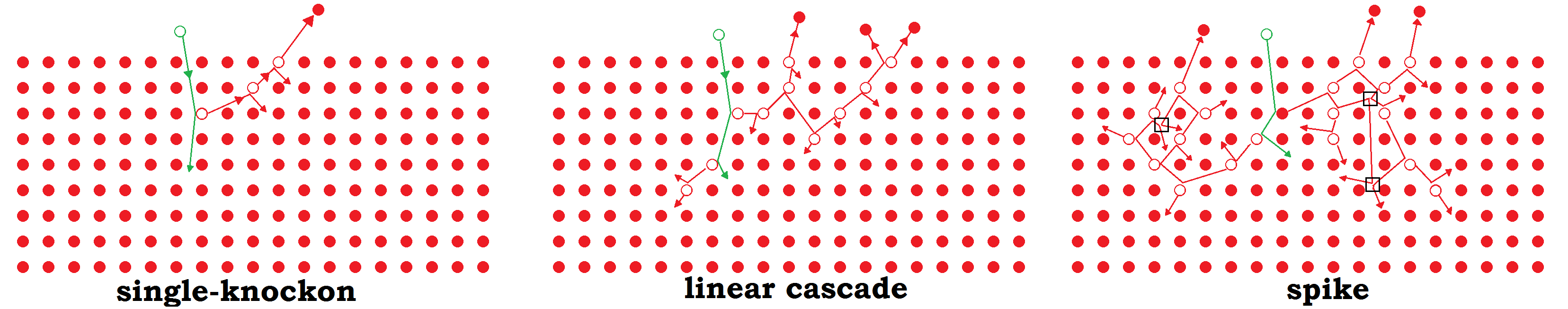
botsingsregimes bij sputteren

Wanneer een argonion tegen de target botst, is het de bedoeling dat een of meerdere targetatomen naar buiten schieten. Volgens de Sigmund-Thompson-theorie zijn er drie regimes waarin dit kan gebeuren, afhankelijk van hoeveel energie het argonion heeft. Het eerste is het 'single-knockon-regime'. Hier botst elk deeltje, eens het in beweging is gezet, nog maar één keer. Het argonion botst dus tegen een target-atoom A. Dit wordt daardoor weggekegeld en botst tegen B. B gaat verder en botst tegen atoom C, enz. Dit gaat door tot er een atoom uit de target wordt geschoten.
Het tweede regime is het lineaire cascade regime. Hier kunnen atomen, nadat ze al eens gebotst zijn, nog een tweede, derde, enz. keer botsten, maar alle botsingen vinden steeds plaats tussen een bewegend en een stilstaand deeltje.
Als laatste is er het spike-regime. Hierin kunnen deeltjes meerdere keren botsen, zowel tegen stilstaande als tegen andere bewegende deeltjes.